# Andre Flynn
Andre Flynn, es un actor de televisión.

## Biografía
Se entrenó en el "Guildhall School of Music & Drama".

## Carrera
Andre es cliente de "Emptage Hallett Talent Agency".
En el 2016 obtuvo su primer papel importante en la televisión cuando se unió al elenco recurrente de la tercera temporada de la serie The Musketeers donde interpretóará al Príncipe Gaston de Francia, el hermano del rey Luis XIII de Francia (Ryan Gage) que busca derrocarlo y así convertirse en el próximo rey de Francia, hasta el último episodio de la temporada después de que su personaje fuera asesinado por Milady de Winter bajo las órdenes de la reina.

## Filmografía

### Series de televisión
| Año  | Título         | Personaje                  | Notas       |
| ---- | -------------- | -------------------------- | ----------- |
| 2016 | The Musketeers | Príncipe Gaston de Francia | 5 episodios |

### Teatro
| Año | Título               | Personaje     | Director (es)                 | Notas |
| --- | -------------------- | ------------- | ----------------------------- | ----- |
| -   | Henry V              | -             | -                             | -     |
| -   | The Three Sisters    | -             | -                             | -     |
| -   | Napoli Milionaria    | -             | -                             | -     |
| -   | The Winter´s Tale    | Camillo       | Jonathan Humphreys            | -     |
| -   | The Bacchae          | Teiresias     | Patsy Rodenburg               | -     |
| -   | Carousel             | Enoch Snow    | Christian Burgess             | -     |
| -   | The Insect Play      | Beetle        | Danny Mcgrath                 | -     |
| -   | The Man of Mode      | Joven Bellair | Jonathan Munby                | -     |
| -   | Arms and The Man     | Nicola        | Paul Miller y Eliot Shrimpton | -     |
| -   | Hay Fever            | Sandy Tyrell  | Paul Miller y Eliot Shrimpton | -     |
| -   | The Cherry Orchard   | Trofimov      | Wyn Jones                     | -     |
| -   | The Eleventh Capital | Ladrón        | Vicky Jones                   | -     |
| -   | The Resurrection     | Pilates       | Wendy Allnutt                 | -     |

## Premios y nominaciones
| Año  | Categoría                              | Premio               | Poema | Resultado |
| ---- | -------------------------------------- | -------------------- | ----- | --------- |
| 2013 | Best Performance of a Poem by an Actor | Josephine Hart Prize | -     | Ganó      |